# 中国人民解放军海军潜艇第二基地
海军潜艇第二基地，又名南天门要塞。位于海南省三亚市亞龍灣龍坡，是中国人民解放军海军的一支潜艇部队。

## 历史
中国人民解放军海军潜艇第二基地是继中国人民解放军海军潜艇第一基地（原名中国人民解放军海军潜艇基地）之后兴建的又一个核潜艇基地。2000年代初期，海军潜艇第二基地在三亚建设。截至2008年，中国094战略核潜艇已进驻新建的该基地。海军潜艇第二基地在海南省三亚市亚龙湾，这里是亚洲最大的核潜艇基地，在亚龙湾东侧建有四条潜艇用栈桥，长度均为229米，合计可靠泊各型潜艇16艘。
2013年4月9日，中共中央总书记、国家主席、中央军委主席习近平在出席博鳌亚洲论坛2013年年会后，到海军驻三亚部队视察，其间视察了海军潜艇第二基地。

## 历任领导
| 司令员 - 杜永国 海军少将（2008年—2010年） - 阎保健 海军少将（2010年—2013年） - 李祥瑞 海军少将（2013年—2016年） - 林庆国 海军少将（2016年—？） - 宋绲 海军少将（？—） | 政治委员 - 张远 海军少将（2008年—2009年） - 杜本印 海军少将（2009年—2013年） - 张平 海军少将（2013年—2016年） - 梅文 海军大校（2016年—？） - 王铁翩 海军少将（？—） |

| 副司令员 - 李德敏（2008年—） …… | 副政治委员 …… - 陈东波 - 项曦 |

| 参谋长 - 阎保健 …… | 政治工作部主任 （2016年深化国防和军队改革前为政治部主任） …… - 张铭 |

| 后勤部部长 | 装备部部长 |